# Lichtenburgpreis des Musikantenlandes
Der Lichtenburgpreis des Musikantenlandes wird in Anerkennung besonderer Leistungen auf dem Gebiete der Pflege und Weiterentwicklung der Westpfälzer Musikantentradition verliehen.

## Über den Preis
Gestiftet wird der Preis durch den Landkreis Kusel, dessen Kreistag auch das Statut verabschiedete, welches die Grundlage für den Preis darstellt. Er wird in der Regel an einen Komponisten verliehen, dem es gelingt, volkstümliche Musik im Geiste der westpfälzer Musikanten zu schreiben, die für die verschiedenartig besetzten Laienmusikensembles im westpfälzischen Raum spielbar ist. In Sonderfällen kann die Auszeichnung auch an Personen verliehen werden, die sich in besonderen Maße um das Musikantentum in der Westpfalz verdient gemacht haben.
Die Kompositionen können
- freie Kompositionen sein, die sich stilistisch an der Literatur der Wandermusikanten orientieren,
- Werke sein, die an Zitate aus Eigenkompositionen westpfälzischer Wandermusikanten gebunden sind, oder
- Bearbeitungen tradierter Werke oder Werkfragmente komponierender Wandermusikanten sein.

Der Preisträger wird durch den „Burgrat“ ausgewählt. Dessen Mitglieder werden durch den Landrat des Landkreises Kusel berufen, davon drei Mitglieder auf Vorschlag des Kreistages. Die Entscheidungen des Burgrates werden mit einfacher Mehrheit getroffen; sie sind nicht anfechtbar.
Der Lichtenburgpreis des Musikantenlandes wird nicht öffentlich ausgeschrieben; eine Bewerbung um diesen Preis ist daher ausgeschlossen. Vorschläge für den zu berufenden Komponisten können jederzeit und von jedermann eingereicht werden. Sie sind in schriftlicher Form an den Vorsitzenden des Burgrates zu richten.
Der Preisträger erhält eine Zuwendung von 7500 Euro und eine Einladung des Landkreises Kusel zu einem vierwöchigen Aufenthalt auf Burg Lichtenberg.
Seit dem Jahr 2005 soll der Preis laut Statut alle drei Jahre verliehen werden (vorher zwei Jahre), Abweichungen von dieser Regelung sind aber möglich. Nachdem bereits die Amtszeit von Leonhard Paul auf dessen Wunsch hin verlängert wurde, verzögerte sich die Entscheidung bei seinem Nachfolger Martin Folz noch deutlicher. Zunächst für 2020 anvisiert, erfolgte sie endgültig erst im Jahr 2023. Der Burgrat wählte mit Nicole Johänntgen erstmalig eine Frau zur Preisträgerin. Mit ihrer Amtseinführung am 20. Mai 2023 im Rahmen einer Open-Air-Veranstaltung auf der Unterburg der Burg Lichtenberg löste sie als 14. Preisträgerin ihren Vorgänger ab.

## Preisträger
| Nr. | Amtszeit             | Preisträger                        | Wohnort               |
| --- | -------------------- | ---------------------------------- | --------------------- |
| 1   | 1984–1986            | Ernst Kochan                       | (verstorben)          |
| 2   | 1986–1988            | Paul Engel                         | Kusel                 |
| 3   | 1988–1990            | Emmerich Smola                     | (verstorben)          |
| 4   | 1990–1992            | Wendelin Müller-Blattau            | (verstorben)          |
| 5   | 1992–1994            | Manfred Schneider                  | (verstorben)          |
| 6   | 1994–1996            | Hermann Kahlenbach                 | (verstorben)          |
| 7   | 1996–1998            | Elmar Wolf                         | (verstorben)          |
| 8   | 1998–2000            | Gary James Kehaulani Sapp          | USA                   |
| 9   | 2000–2005            | Kees Vlak (eigentl. Cornelis Vlak) | (verstorben)          |
| 10  | 2005–2008            | Roland Vanecek                     | Winnweiler            |
| 11  | 2008–2011            | Bernhard Vanecek                   | Limburgerhof          |
| 12  | 2011–2015            | Leonhard Paul                      | Wien                  |
| 13  | 2015–2018 (000–2023) | Martin Folz                        | Wasserliesch bei Konz |
| 14  | seit 2023            | Nicole Johänntgen                  | Schweiz               |